# Tour du pays de Galles juniors
Le Tour du pays de Galles juniors (en anglais : Junior Tour of Wales) est une course cycliste britannique disputée autour de Brynmawr (Blaenau Gwent), au pays de Galles. Créée en 1981, cette épreuve est réservée aux cyclistes de catégorie junior (moins de 19 ans). 
Des cyclistes réputés comme Mark Cavendish, David Millar, Johan Vansummeren, Daniel Martin ou encore Geraint Thomas ont brillé sur cette course avant de rejoindre les rangs professionnels.

## Palmarès
| Année | Vainqueur          | Deuxième             | Troisième              |
| ----- | ------------------ | -------------------- | ---------------------- |
| 1981  | Résultats inconnus | Résultats inconnus   | Résultats inconnus     |
| 1982  | pas de course      | pas de course        | pas de course          |
| 1983  | Résultats inconnus | Résultats inconnus   | Résultats inconnus     |
| 1984  | Gary Brooks        | L. Clarke            |                        |
| 1985  | Résultats inconnus | Résultats inconnus   | Résultats inconnus     |
| 1986  | Tim Warriner       | Chris Taudevin       | Tim Ward               |
| 1987  | Matthew Stephens   | Dylan Williams       | Robert Langley         |
| 1988  | Matthew Stephens   | Paul Altridge        | Lee Davis              |
| 1989  | Steve Whittington  | Victor Slinn         |                        |
| 1990  | Ken Stewart        | Danny Smith          | Bill Moore             |
| 1991  | Roger Hammond      | Ken Stewart          | Gavin Pardoe Rob Lyne  |
| 1992  | Ken Stewart        | Alex Arch            | Richard Montgomery     |
| 1993  | Danny Axford (en)  | Ian Mountain         | Anthony Malarczyk (en) |
| 1994  | Richard Hobby      | David Millar         | Danny Moore            |
| 1995  | Charly Wegelius    | Tom Barras (en)      | Neil Ellison           |
| 1996  | Ross Muir          | Steve Joseph         | Tom Newton             |
| 1997  | David Clarke       | Kristian House       | Neil Swithenbank       |
| 1998  | Anthony Spencer    | Ryan Smith           | Gerben van de Reep     |
| 1999  | Johan Vansummeren  | Arne Kornekoor       | James Flanagan         |
| 2000  | Alex Coutts        | Lewys Hobbs          | Andrew Allen           |
| 2001  | Alex Coutts        | Marcel Lambrecht     | Chris Penketh          |
| 2002  | Marcel Lamberts    | Adam Illingworth     | Craig Cooke            |
| 2003  | David Smith        | Ryan Bonser          | Mark Cassidy (en)      |
| 2004  | Dan Martin         | Geraint Thomas       | Martin Monroe          |
| 2005  | Alex Dowsett       | Edvald Boasson Hagen | Alex Atkins            |
| 2006  | Tom Diggle         | Peter Kennaugh       | Alex Dowsett           |
| 2007  | Jonathan McEvoy    | Erick Rowsell        | Peter Kennaugh         |
| 2008  | Erick Rowsell      | Johan Ziesler        | Joe Perrett            |
| 2009  | Tim Kennaugh       | Sam Harrison         | Joshua Edmondson       |
| 2010  | Daniel McLay       | Sam Harrison         | Joshua Edmondson       |
| 2011  | Brennan Townshend  | Matthew Holmes       | Luke Grivell-Mellor    |
| 2012  | Hugh Carthy        | Will Stephenson      | Ed Laverack            |
| 2013  | Scott Davies       | Sam Oomen            | James Knox             |
| 2014  | Eddie Dunbar       | Alex Braybrooke      | Matthew Gibson         |
| 2015  | Nathan Draper      | Max Williamson       | Joey Walker            |
| 2016  | Fred Wright        | Ethan Hayter         | Jake Stewart           |
| 2017  | Tom Pidcock        | Ben Healy            | Fred Wright            |
| 2018  | Ben Tulett         | Leo Hayter           | Archie Ryan            |
| 2019  | Lewis Askey        | George Mills-Keeling | Drew Christensen       |
| 2020  | Pas de compétition | Pas de compétition   | Pas de compétition     |
| 2021  | Tyler Hannay       | Jack Brough          | Lucas Towers           |
| 2022  | Noah Hobbs         | Joshua Tarling       | Joshua Golliker        |
| 2023  | Tomos Pattinson    | Liam O'Brien         | Cormac Nisbet          |
| 2024  | Sebastian Grindley | Elliot Rowe          | Killian O'Brien        |